# Mercuriales (neboderi)
Neboderi Mercuriales, (fr. Tours Mercuriales) su dva nebodra u Bagnoletu, departman Seine-Saint-Denis. Građevinu je 1975. godine izgradila tvrtka SAEP.
Istočni neboder nosi naziv Tour Levant, a zapadni Tour Ponant.
Bili su dio velikog projekta poslovne četvrti istočno od Pariza čiji je cilj bio ujednačiti kvart La Défense na zapadu.
Arhitektura je nadahnuta arhitekturom Svjetskog trgovačkog centra u New Yorku. 